# Масатлан (футбольный клуб)
«Масатла́н» (исп. Mazatlán Futbol Club) — мексиканский футбольный клуб из одноимённого города в штате Синалоа. Выступает в Лиге МХ, высшем дивизионе Мексики.

## История

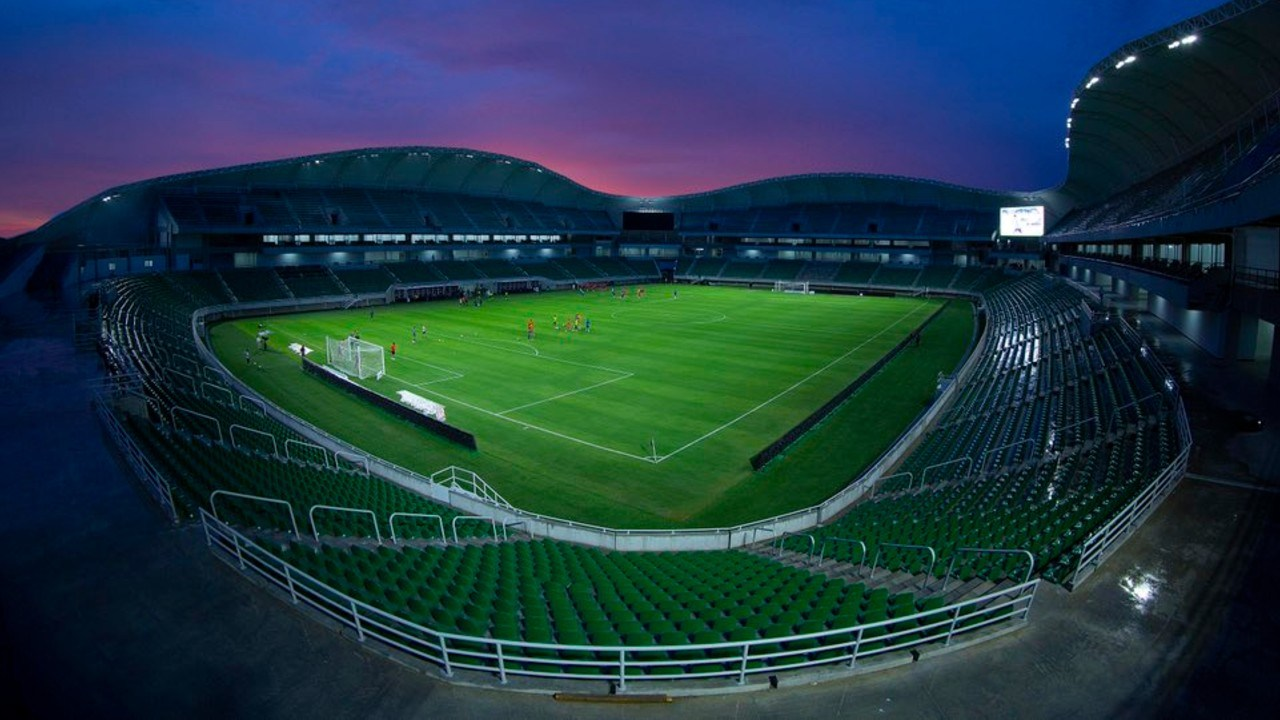
Стадион «Масатлан»

В 2017 году правительство штата Синалоа приняло решение построить новый футбольный стадион в городе Масатлане. Главная цель этого проекта заключалась в том, чтобы в Масатлане играла профессиональная футбольная команда. В первой половине 2020 года работы по завершению строительства стадиона были ускорены, поскольку до 30 июня, то есть до начала сезона 2020/21, нужно было определиться с созданием профессиональной команды. Общая стоимость строительства стадиона, получившего имя города, оценивается в 652 млн песо.
Параллельно правительство штата Синалоа занималось вопросом футбольного клуба. Существовало три варианта приобретения франшизы одного из клубов Примеры. В Масатлан могли переехать «Монаркас Морелия», «Пуэбла» или «Керетаро». В результате 2 июня 2020 года Лига MX объявила о том, что франшиза «Монаркас Морелии» была продана профессиональному клубу в Масатлане. В тот же день на базе бывшей «Монаркас Морелии» был образован футбольный клуб «Масатлан», занявший место «Морелии» в Примере Мексики.
Первым основным составом «Масатлана» фактически стал тот же состав, который представлял «Монаркас Морелию» в Клаусуре 2020, прерванной после 10 туров регулярного турнира из-за пандемии COVID-19 — за исключением некоторых трансферных переходов.
Команда дебютировала в чемпионате Защитники 2020 (такое название, Torneo Guard1anes 2020, получила Апертура 2020 в честь медиков, боровшихся за жизни людей во время пандемии) 28 июля 2020 года. Первая игра сложилась для команды неудачно — «Масатлан» на своём поле крупно уступил «Пуэбле». Автором первого гола на новом стадионе стал нападающий гостей Сантьяго Орменьо. Ещё до конца первого тайма Сесар Уэрта сумел сравнять счёт, став, таким образом, автором первого гола в истории футбольного клуба «Масатлан». Во втором тайме «Пуэбла» забила ещё три гола и выиграла со счётом 4:1.
В своём первом турнире (Защитники 2020) «Масатлан» занял 14-е место в турнирной таблице регулярного турнира и не сумел пробиться в плей-офф («лигилью»).

## Клубная символика
8 июня 2020 года «Масатлан» представил свой логотип и клубные цвета — фиолетовый, чёрный, белый, а также голубой в качестве цвета гостевой формы. Ключевые элементы логотипа — круглое поле, в нижней части которого помещено название клуба, а в верхнее разбито на сегменты, символизирующие солнечные лучи во время рассвета; в центре помещён щит с якорем (отсылка к гербу города, стоящего на берегу Тихого океана), футбольным мячом, пушками (напоминание об обороне города 1864 года во время англо-франко-испанской интервенции) и маяком, расположенным в самой высокой точке города).

### Форма

#### Домашняя
| 2020/21 | 2021/22 | 2022/23 | 2023/24 |

#### Гостевая
| 2020/21 | 2021/22 | 2022/23 | 2023/24 |

#### Резервная
| 2020/21 | 2021/22 | 2022/23 | 2023/24 |

Источники:,